# Tri-tert-butoxy(tert-butylmethylidin)wolfram(VI)
Tri-tert-butoxy(tert-butylmethylidin)wolfram(VI) ist ein metallorganische Verbindung des Wolframs, die als Reagenz für die Alkinmetathese verwendet wird.

## Herstellung
Tri-tert-butoxy(tert-butylmethylidin)wolfram(VI) kann ausgehend von Trimethoxywolframtrichlorid hergestellt werden. Dessen Reaktion mit Neopentylmagnesiumchlorid ergibt Trineopentyl(tert-butylmethylidin)wolfram(VI). Durch dessen Reaktion mit Chlorwasserstoff in Gegenwart von Tetraethylammoniumchlorid wird Tetraethylammonium-Tetrachlorido(tert-butylmethylidin)wolframat(VI) erhalten. Dieses kann mit Lithium-tert-butanolat zum angestrebten Produkt umgesetzt werden. Eine Alternative Synthesemethode geht von Hexa-tert-butoxydiwolfram aus, das mit 2,2,5,5-Tetramethylhex-3-in, 4,4-Dimethylpent-2-in oder 2,2-Dimethylhex-3-in umgesetzt wird.

## Reaktionen
Tri-tert-butoxy(tert-butylmethylidin)wolfram(VI) eignet sich als Reagenz für die Alkinmetathese, bei der analog zur Alkenmetathese zwei Alkine unter Austausch der beiden Bindungsenden reagieren. Die Reaktionsgeschwindigkeit hängt sehr stark von den Substituenten an der Dreifachbindung ab. Arylsubstituierte Alkine wie p-Tolylphenylacetylen reagieren um Größenordnungen langsamer als alkylsubstituierte wie 3-Heptin. Aus langkettigen Diinen können Cycloalkine hergestellt werden. Da die Verbindung mit terminalen Alkinen nicht kompatibel ist müssen beispielsweise Alkine eingesetzt werden, die auf einer Seite eine Methylgruppe statt eines Wasserstoffatoms tragen.